# 俠盜獵車手：酷男之歌
《侠盗猎车手：夜生活之曲》（中国大陆副标题又译作），是「俠盜獵車手系列」的第十四個作品，屬於《俠盜獵車手4》的DLC之一，由Rockstar North開發（PC版開發者為Rockstar Toronto）、Rockstar Games發行。
該版於2009年10月29日發表於Xbox 360平台。2010年初，官方宣布將本作與《俠盜獵車手4》的另一個DLC《俠盜獵車手IV：失落與詛咒》合稱《俠盜獵車手：自由城之章》，移植至PC與PlayStation 3平台上發表。2017年2月又登陸Xbox One。
2020年，该游戏DLC已经和TLAD一并与《侠盗猎车手4》合并成Grand Theft Auto IV: The Complete Edition。

## 遊戲介紹
本作之中增加了新武器：FN P90衝鋒槍、M249班用自動武器、自動麥格農手槍、AA-12自動霰彈槍、DSR-1狙擊步槍、黃金版本的烏茲衝鋒槍以及黏彈，其中AA-12可選普通子彈和高爆弹彈夾，同時增加了許多的轎車及超級跑車，以及一台裝甲車。此外，俠盜獵車手：聖安地列斯中的降落傘功能也重新再現，玩家還可以進行跳傘運動及特技跳傘。
遊戲還引入了高爾夫球場，並可拜訪夜總會，同時也出現地下格鬥，玩家可以選擇參與格鬥或是在旁觀賞。

## 劇情簡介
玩家在本作扮演的是路易斯·費南多·羅培茲（西班牙語：Luis Fernando López），他是多明尼加裔美國人，也是自由市中的夜店主持人東尼·普林斯（Tony Prince，藝名Gay Tony）的助理兼保鏢。玩家將在一連串的爭鬥中努力打拼，同時也體驗出自由城中的夜生活。更令玩家進一步了解《俠盜獵車手IV》中的完整故事。

## 故事
承接《侠盗猎车手4》的剧情，《夜生活之曲》的故事始于阿尔冈昆自由城银行抢劫事件中被挟持的路易斯·费尔南多·洛佩斯——这次抢劫由尼克·贝利奇、帕特里克·麦克雷利、德里克·麦克雷利和迈克尔·基恩发动。中途一个名叫尤金·雷尔的本地射击俱乐部会员开枪打死了迈克尔并准备枪击帕特里克。 帕特里克提前开枪替迈克尔报了仇。
随后画面切到了枪击案的善后工作。路易斯就这次事件接受警方的传讯后，来到了托尼的阁楼。随后安切洛蒂犯罪家族的高层洛可·佩洛西（Rocco Pelosi）和他的叔叔文斯也来到了托尼的阁楼，来收集托尼的俱乐部本周收入所产生的利息。
接着，托尼和路易斯讨论了两个俱乐部“9号公寓”和“赫拉克勒斯”严峻的财政形势。为了尝试讨好洛可免去债务，路易斯和托尼前往唐人街和自由城三合会的高管们透过谈判达成交易。这时，失落摩托帮的老大比利·格雷已和自由城三合会商量完关于毒品的事。比利走后，透过与这个三合会的人交谈得知洛可背着他们答应三联帮让托尼和路易斯帮三合会做事，路易斯得知这些后明确表示他们不干并将这个人一拳打倒。随后大量三合会的成员赶到，路易斯保护托尼离开了唐人街。
托尼遇到了难题：他将一笔业务卖给了两个人，那两个人都认为自己拥有业务的大部分，其中一个投资者是洛可。此时，洛可向托尼发难，要求去他的高尔夫球俱乐部“玩一玩”，无奈只好带上路易斯前往。到了高尔夫球俱乐部后，洛可正在审问一个和墨西拿犯罪家族有关系的政府官员，他的审问手段非常奇特，把这个可怜的人绑在高尔夫球车上让路易斯在远处挥杆用高尔夫球打他。在这里系统提示了高尔夫球的打法，按照系统提示将那个人击中三次后，他招供了一切。此时该帮派的救援者到达。路易斯带着托尼跟着洛可离开了球场。
此后托尼把路易斯介绍给莫瑞·基布茲（Mori Kibbutz）以及他的弟弟布鲁斯·基布兹（Bruce Kibbutz）。莫瑞是个相当自负的家伙，经常欺负和看扁弟弟布鲁斯。在几次经过路易斯的激励后，他开始重振信心。路易斯最终有效地照顾莫瑞，使得托尼的债务被一笔勾销。在路易斯完成了对莫瑞的最后工作后，基布兹开始欺负起哥哥来，比如在莫里的鼻子上打孔。在一段过场动画中，布鲁斯把9号公寓俱乐部送给路易斯以表感谢，莫瑞在随后打给路易斯的一通电话中表示自己试图成为俱乐部的独裁者。
路易斯随后看望了也有着经济问题的母亲，以及童年好友恩里克·巴达斯（Henrique Bardas）和阿曼多·托雷斯（Armando Torres），母亲不同意路易斯那样冒险的生活方式，想让路易斯读大学，而恩里克和阿曼多却积极参与了毒品分销贸易。随后，路易斯结识了自由城的埃及富二代、房地产大亨尤素福·阿米尔（Yusuf Amir）。路易斯帮助尤素福获得几部特殊交通工具，包括实验中的军事级别的直升机“秃鷹”（Buzzard），从南非军火商弗瑞奇·范哈尔登堡（Frickie van Hardenburg）的游艇上抢得。同时还有一辆自由城警方的防暴装甲车（APC），以及一节地铁列車。
与此同时，托尼由于滥用了男朋友埃文·莫斯（Evan Moss）的药物后神志不清。路易斯狠狠教训了埃文，说让他赶紧消失。托尼依然被洛可的债务困扰，洛可给他指了两条路：要么烧毁俱乐部用保险金抵债，要么替他做事。无奈的托尼只能选择了后者。路易斯知此事后将其放倒后，便拿了定时炸药包独自去完成洛可交待的摧毁目标的任务。在尼克抵达自由城的公爵码头后，路易斯、托尼随埃文从“鸭嘴兽号”油轮一名厨师的手中买到了一个价值200万美元的钻石，在《侠盗猎车手4》开场动画中可以看出，这位厨师把这些钻石和蛋糕面糊混在一起。在交易过程中遭到了失落摩托帮成员的袭击，他们杀死了埃文·莫斯抢走了钻石。事后托尼得知埃文在昨天的袭击中被杀的消息后，向路易斯承诺，他将不再滥用药物。
此后，托尼和路易斯在9号公寓俱乐部见到了俄罗斯人雷·布尔加林和他的同事帖木儿，后者向路易斯提供一些可以获取经济援助的工作。于是路易斯帮助布尔加林消灭了一些腐败的联邦特工，收购了自由城横冲直撞曲棍球队。但是格蕾西·安切洛蒂让托尼重新嗑药，后来格蕾西被一群身分不明的袭击者绑架（绑匪是尼克·贝利奇和帕特里克·麦克雷利）。其缘由是托尼和路易斯成为了钻石被盗事件的众矢之的。当托尼获悉钻石将会在自由城博物馆里被交交易，于是让路易斯去把钻石找回来（此次交易涉及到尼克·贝里奇和约翰尼·克莱比兹），但却被路易斯抢走。
布尔加林打电话给路易斯，让他到阿尔冈昆中城一幢建筑的楼顶，路易斯打开了布林加尔说的盒子，发现这是“鸭嘴兽”号厨师的头颅。布尔加林解释道，钻石本来就属于布尔加林，还指责厨师、路易斯和托尼互相勾结把钻石偷走。随即路易斯遭到布尔加林埋伏，从屋顶逃离后。格蕾西的父亲乔瓦尼·安切洛蒂让托尼和路易斯拿着钻石和绑匪交易，将格蕾西换回来。在交换中，布尔加林带着手下出现，命令攻击绑匪帕特里克和尼克，布尔加林在混乱匆忙逃离，其手下把钻石扔进了一辆相反朝向的泥头车中。路易斯、托尼和格蕾西则乘坐快艇逃离现场。
由于忙于处理近期发生的事情，托尼忘记偿还债务，导致所经营的俱乐部关门结业，安切洛蒂犯罪家族和俄罗斯人决定组队除掉托尼、路易斯和两者的家人时，洛可叫路易斯到中心公园的洗手间找他，并见到了其和他的叔叔文斯。两人向路易斯表示托尼非除不可，路易斯到了9号公寓后，文斯指使路易斯除掉托尼。路易斯假装要杀死托尼，然后趁洛可和文斯不注意开枪杀掉了文斯。而托尼警告路易斯不能杀洛可，因为他是个「完人（英語：Made man）」。洛可趁此空檔逃脱，布尔加林的手下随即赶到并袭击托尼和路易斯。托尼指责路易斯想要杀了他，然后托尼回到了家里收拾行李，准备搬到沙漠去住。路易斯不愿意除掉托尼，因为两个人正在对抗着世界，他们需要解决自身的处境问题。路易斯准备来到萤火虫工程，伏击俄罗斯人的一场交易，并告诉托尼躲在公爵区草地公园等待自己。
在游乐场中，路易斯捣毁了交易的货，杀死了帖木儿，在这之前帖木儿告诉路易斯布尔加林将在两个小时内乘坐飞机离开自由城，在时机正好的一番电话交谈后，尤素福开着秃鹰武装直升机干掉在路易斯赶往机场路上前来追击的俄罗斯人，赶到机场时飞机已经起飞，路易斯设法登上飞机，并干掉了飞机上的所有走狗，这时布尔加林突然出现，报复性地拿着手榴弹，如果路易斯杀掉自己，两个人就会同归于尽。路易斯在这紧要关头，毫不犹豫开枪打了布尔加林，垂死状态的布林加尔的手榴弹掉在地上并且敲掉了拉环，引起手榴弹爆炸，路易斯用降落伞从燃烧着的飞机残骸中安全降落，并前往正在草地公园等待着的托尼会合。在那里，两人告诉尤素福，不会经营俱乐部了，因为更想继续“家族事业”。
至于钻石，它们最终被街上的一位曾是老兵的破落流浪汉从垃圾堆中捡到，路易斯和托尼在綠茵公园时就无意之中见到了这位流浪汉。在播出制作人员名单期间，这位流浪汉卖掉了钻石，成为了一位亿万富翁，在一间大豪宅里与女孩们聚会。而其他未尽的剧情也在制作人员的片段中出现。
故事结束之后，托尼和派翠克来到洛圣都，前者与线上模式玩家共同经营夜总会，而后者先是被富兰克林救出，与线下主角一道进行抢劫任务，然后在乘坐警用巡逻车时被线上模式玩家救出，并接受玩家雇佣完成钻石赌场劫案。

## 註解
1. ↑  即黑手黨的正式成員。

## 外部連結
- 官方网站（英文）